# Неровня Таміла Василівна
Таміла Василівна Неровня (нар. 19 березня 1966, м. Звягель, Житомирська область) — народний майстер художнього переборного ткацтва, член Спілки майстрів народних мистецтв України.

## Біографія
Народилася 19 березня 1966 року в Новограді-Волинському Житомирської області. Закінчила училище художніх промислів у Решетилівці Полтавської області. З 1984 року працює художником у Кролевецькому профтехучилищі.

## Досягнення
Брала участь у багатьох Всеукраїнських та міжнародних виставках народного і декоративно-ужиткового мистецтва. 2005 року — прийнята в члени Спілки майстрів народних мистецтв України.

## Основні роботи
- 1990 — рушник «Весільний».
- 1995 — рушник «Виставковий».
- 2000 — скатертина «Кролевець».
- 2003 — рушник «Обрядовий».
- 2006 — сувенір «Кролевець».